# Вести-Москва
«Ве́сти-Москва́» — информационная телепрограмма телеканала «Россия-1» (ранее — «РТР», «Россия»), выходившая с 12 февраля 2001 по 21 октября 2016 года с понедельника по субботу после общефедеральных «Вестей». По воскресеньям подводились итоги недели в программе «Вести. Неделя в городе» (чаще — просто «Неделя в городе»), которая с 30 октября 2016 года стала выходить как самостоятельная итоговая программа.
Программа была рассчитана на широкую аудиторию, но в основном на жителей Москвы и Подмосковья. Творческий коллектив программы в своих выпусках поднимал темы, которые интересны всем жителям столичного региона. Неоднократно рейтинг вечернего выпуска программы был наивысшим среди всех информационных программ на телевидении.
В 2001 году «Вести-Москва» получила ТЭФИ как лучшая информационная программа в номинации «Региональные новости».

## История
- Программа «Вести-Москва» появилась 12 февраля 2001 года в рамках проекта по развитию сети регионального вещания, первое время выходила в 20:30 после вечернего выпуска «Вестей»[4][5]. Первым ведущим программы был Михаил Зеленский[6][7], позже к нему присоединилась Анастасия Мельникова[8]. «Вести-Москва» выходила в то же время, что и региональные выпуски «Вестей» по всей стране. Сигнал программы по эфирным частотам распространялся на Москву и Московскую область, в соответствии с названием программы. Начиная с 1 июля 2002 года зрители также могли смотреть её на канале «РТР-Планета».
- С июня 2001 года программа стала выходить два раза в день вечером — в 20:30 и 23:30[9][10]. С 30 июля 2001 года, помимо выпусков в 20:30 и 23:30, добавились также утренние выпуски программы[11][12], выходившие за 10 минут до начала «Вестей» (6:50 и 7:50, с 17 сентября 2001 добавились выпуски в 5:50[13] и 8:50). С 15 мая 2002 года выпуски программы стали постепенно появляться и в дневное время.
- 15 июня 2002 года вышел первый выпуск программы «Вести-Москва. Неделя в городе» (первое время она называлась «Вести-Москва: Итоги недели»)[14].
- 26 августа 2002 года передача была добавлена в рамки утреннего канала «Доброе утро, Россия!» (позже — «Утро России»), выходя каждые полчаса, ровно между короткими выпусками «Вестей» (первый выпуск в 5:50, далее, с 6:00 до 8:30, на 15-й и 45-й минутах часа); продолжительность — 7-10 минут. С 11 августа 2003 года, с увеличением хронометража утреннего канала, выпуски стали выходить на 15-й и 45-й минутах часа с 5:00 до 8:30 (5:15, 5:45, 6:15, 6:45 и так далее). 14 января 2008 года второй выпуск часа перенесён на его 35-ю минуту, а с 25 августа 2008 года первый выпуск часа был перенесён на 7-ю минуту, при этом продолжительность утренних выпусков сокращена до 3-х (первый выпуск) и 5-ти (второй выпуск) минут соответственно. Выпуски выходили из студии, в которой на тот момент снималась программа, ведущий находился в кадре.
- 26 августа 2002 года ночной выпуск программы в 23:20 был упразднён, вместо него стал выходить обычный выпуск «Вестей» с Еленой Выходцевой и Марией Ситтель (для Центральной и Восточной Сибири и Дальнего Востока) или с Сергеем Брилёвым и Михаилом Антоновым (для Центральной России, Поволжья, Урала и Западной Сибири), с 18 ноября — информационно-аналитическое ток-шоу «Вести+» с Сергеем Пашковым.
- С 27 августа 2002 по 8 августа 2003 года в сетке вещания стоял выпуск в 13:45, выходивший в федеральный эфир (не было перед и после него заставки блока «Местное время»). Со вторника по пятницу в некоторых регионах России он перекрывался местными «Вестями» или другими программами, а по понедельникам в 13:30 — повтором программы «Вести-Москва. Неделя в городе» с 9 сентября 2002 по 4 августа 2003 года.
- С 11 августа 2003 года дневные выпуски программы стали выходить либо до, либо (как обычно) после «Вестей» (ранее один из выпусков присутствовал в 18:20). В этот же период сюжеты корреспондентов программы часто выходили в рамках выпуска «Вестей+».
- В 2003—2005 годах в рамках программы выходили сюжеты преимущественно криминального характера, которые делали журналисты из программы «Дорожный патруль».
- С 12 июля по 2 сентября 2004 года периодически выходили выпуски в 23:00 вместо программы «Вести+» на время её летнего отпуска.
- С 15 мая 2006 года вечерние выпуски программы стали выходить в 17:20 и 20:40 (вместо 16:40 и 20:30), а с 5 июня — в 20:45, когда летом того же года у неё появился свой интернет-сайт[15].
- С 1 июля 2006 года по 26 декабря 2013 года выпуски программы транслировались также на российском информационном канале «Вести» (с 2010 года — «Россия-24»), но их выход был нерегулярным в рамках линейки «Вести-регион» вместе с выпусками «Вестей» других регионов России.
- С 7 ноября 2006 по 27 ноября 2009 года на телеканале «Россия» после 17-часового выпуска «Вестей» выходила также программа «Вести-Московская область», полностью посвящённая жизни Подмосковья.
- С 31 августа 2009 по 15 июня 2012 года вечерний выпуск «Вести-Москва» в 20:30 вели ведущие федерального выпуска «Вестей» в 20:00.
- С 30 ноября 2009 по 4 сентября 2010 года программа выходила из студии «Вестей» (до этого передача снималась в отдельной студии, декорации которой менялись в 2001, 2002 и 2003 годах). Ведущие программы сидели справа от ведущего федеральных «Вестей». В то время перед каждым выпуском происходило личное общение и передача слова.
- С 5 сентября 2010 по 7 октября 2016 года основные выпуски «Вести-Москва» снимались в левом углу современной студии «Вестей»[15], а утренние выпуски представляли собой трёхминутный обзор текущих событий с голосом корреспондента за кадром. В таком виде они выходили до 29 мая 2015 года.
- С 4 октября 2010 по 16 марта 2012 года выпуск «Вести-Москва» вместо 17:30 выходил в 16:30.
- С 13 мая 2013 года после двухлетнего перерыва в программу вернулся ведущий Михаил Зеленский[16]. Выпуск программы в 19:40 получил название «Вести-Москва» с Михаилом Зеленским и статус авторской программы[17].
- С 3 июня по 26 декабря 2013 года программа «Вести-Москва с Михаилом Зеленским» выходила и на канале «Россия-24» по будням после 22:30.
- С 3 по 17 ноября 2013 года последние три выпуска «Вести-Москва. Неделя в городе» в старом формате вёл Александр Алексеев, поскольку Алексей Фролов перешёл на «ТВ Центр».
- С 24 ноября 2013 года программа «Вести-Москва. Неделя в городе»/«Неделя в городе» стала выходить в новом формате и с новой ведущей — Мариной Ким. С 23 марта 2014 года её заменил Михаил Зеленский (с 23 марта 2014 по 26 декабря 2021 года, умер в ночь на 12 января 2022 года); во время отпуска его заменяли Екатерина Коновалова (с 26 октября 2014 по 20 ноября 2016 года), Николай Зусик (3 и 10 июля 2016 года и летом 2017 года), Екатерина Григорова (осенью 2016 года и летом 2017 года), Денис Полунчуков (2018—2021). После смерти Зеленского первые эфиры «Недели в городе» в 2022 году вели Зусик и Евгений Рожков (23 и 30 января 2022 года), впоследствии с 27 февраля ведущим стал бывший корреспондент программы Ярослав Красиенко.
- С 1 июня 2015 года утренние выпуски снова стали выходить в студийном формате с ведущим в кадре, съёмки проходили в студии «Утра России».
- С 1 июля 2015 по 21 октября 2016 года программа выходила в формате 16:9 на канале «Россия-1 HD» (на «Россия-1» — в формате 14:9).
- С 19 октября 2015 по 7 октября 2016 года выпуски программы в 11:35 и 14:30 снимались в студии программы «Вести. Дежурная часть». Там же снимались и субботние выпуски программы с 16 июля по 8 октября 2016 года.
- 19 августа 2016 года вышел последний выпуск в 19:35 с ведущим Михаилом Зеленским. Это было связано с переносом блока региональных новостей на 20:45, изначально на время предвыборных дебатов кандидатов в депутаты Государственной думы, а вскоре после появления в эфире ток-шоу «60 минут», выходящего по будням в 18:50.
- С 10 октября 2016 года репортажи московских корреспондентов выходят в рамках отдельного блока общефедеральных «Вестей» в 11:00, 14:00[18], 17:00 и 20:00 (до 29 октября — также по субботам в 7:40). Таким образом, регулярный выход в эфир программы «Вести-Москва» с понедельника по субботу был прекращён, в то время, как программа «Неделя в городе» была сохранена.
- 21 октября 2016 года в 8:35 вышел последний утренний выпуск программы, который провела Светлана Столбунец. Впоследствии 24 октября блок региональных новостей был добавлен в утренние выпуски «Вестей», выходящие по будням каждые полчаса с 5:00 до 8:30.
- С 10 сентября 2017 по 12 января 2020 года программа «Неделя в городе» выходила в эфир в 8:45 (с 16 сентября 2018 года — в 8:35/8:40), при этом в прежнее время выхода (10:20) повторяется на канале «Россия-24».
- С 12 января 2020 года, в связи с переносом блока «субботних» региональных новостей на 8:00 (из-за отмены выпуска «Вестей» в 11:00), программа «Неделя в городе» стала выходить также в 8:00. Это не изменилось с 18 апреля 2020, когда выпуск в 11:00 был восстановлен.

## Резонансные эпизоды
В сентябре 2010 года, сразу после отставки мэра Москвы Юрия Лужкова, исполняющий обязанности столичного градоначальника Владимир Ресин сообщил о принятии решения о приостановке строительства здания депозитария Кремля на Боровицкой площади. При этом Ресин сообщил, что такое решение он принял после просмотра сюжета в программе «Вести-Москва».

## Ведущие
C 2022 года программу «Неделя в городе» ведёт Ярослав Красиенко; во время отпуска эфиры на Москву ведёт Николай Зусик, на дубли — Андрей Шевцов. В разное время ведущими основных выпусков являлись:
1. Михаил Зеленский † (2001—2011, 2013—2021), в 2011—2013 годах — ведущий ток-шоу «Прямой эфир», скончался в январе 2022 года.
2. Анастасия Мельникова (2001—2004)[20][21]
3. Екатерина Коновалова (2002—2005[22][23], 2007—2016), перешла на НТВ.
4. Марат Кашин (2002—2004)[24]
5. Зоя Милославская (2003)
6. Олеся Лосева (2003—2004), позже — ведущая программы «Вести», затем работала на «Третьем канале» и телеканале ЦарьГрад ТВ, сейчас работает на Первом канале.
7. Алия Судакова (2003—2007), также — ведущая программы «Вести» (в 2003—2004 годах), позже — корреспондент телеканала «ТВ Центр».
8. Елена Мартынова (2004), также — ведущая программы «Вести».
9. Василий Журавлёв (2004—2009), позже — ведущий программы «Вести» для восточных регионов РФ и версию телеканала «РТР-Планета» для США (до ноября 2014 года) и «Вести+» для европейских стран (до августа 2013 года).
10. Денис Яковлев (2004—2005)[25], ранее — ведущий программы «Вести. Дежурная часть»
11. Екатерина Григорова (2004—2012, 2014, 2016—2017)[26], ведёт «Погоду 24» на телеканале «Россия-24»[27], линейный эфир с 6 до 10 утра (по московскому времени) на том же канале (периодически), ранее вела «Вести» для восточных регионов РФ и версии канала «РТР-Планета» для США.
12. Татьяна Алексеева (2005), перешла в телерадиокомпанию Мир.
13. Алексей Фролов (2005—2013),[28] перешёл на «ТВ Центр».
14. Алексей Логинов (2005—2008), позже — ведущий программ «События» («ТВ Центр»), «Новости дня» («Звезда») и «Новости» («Вместе-РФ»).
15. Вера Серебровская (2005—2009)[26]
16. Инга Юмашева (2006—2009)[26], до 2016 года вела «Вести. Утро» для европейской части РФ, Западной, Центральной Европы и США, а также «Вести» для восточных регионов РФ и версии телеканала «РТР-Планета» для США.
17. Андрей Масленников (2007), перешёл на телеканалы «НТН-4» (Новосибирск) и «2x2».
18. Анна Титова (2007—2009)[26], ранее — руководитель редакции программы[29].
19. Анастасия Белая (2009: телеканал «Вести», 2010: «Россия-1», позднее вела «Вести» для восточных регионов РФ и версию телеканала «РТР-Планета» для США).
20. Андрей Литвинов (2010, 2013, 2016), ранее — ведущий программы «Вести. Дежурная часть», ранее, также и позже — ведущий телеканала «Москва 24».
21. Олег Тонконог (2011—2012)[30], ранее, также и позже — ведущий программы «Вести».
22. Александр Голубев (лето 2012), ранее, также и позже — ведущий программы «Вести», с 2013 года — ведущий программы «События» на канале «ТВ Центр».
23. Фарида Курбангалеева (лето 2012), ранее, также и позже — ведущая программы «Вести», в 2007 году — корреспондент в Приволжском федеральном округе.
24. Александр Алексеев † (2012—2014)[31], ранее и в 2013 году — ведущий программы «Вести», ещё ранее работал на телеканале «Звезда», скончался в июне 2022 года.
25. Елена Горяева (2012—2016)[32], в 1999—2004, 2005—2008 и 2016—2020 годах — ведущая программы «Вести», в 2004—2005, 2008—2009 и 2012 годах — «Вести+».
26. Марина Губина (2013—2015)[33], вела «Вести-Москва. Неделя в городе» в старом формате, а также «Вести» для восточных регионов РФ и версии телеканала «РТР-Планета» для США на неполном расписании и утренние выпуски «Вести-Москва» в рамках программы «Утро России» каждые полчаса.
27. Марина Ким (2013—2014)[34], вела «Вести-Москва. Неделя в городе» в новом формате, перешла на «Первый канал».
28. Николай Зусик (2014—2016, с 2017 года — «Неделя в городе»), также ведёт утренние выпуски в рамках программы «Утро России» каждые полчаса и «Вести» для восточных регионов РФ и версии телеканала «РТР-Планета» для США на неполном расписании.
29. Светлана Столбунец (2015—2016), также вела утренние выпуски в рамках программы «Утро России» каждые полчаса, ранее — ведущая новостей экономики в рамках программы «Вести».
30. Юлия Алексеенко (2015—2016), также вела утренние выпуски в рамках программы «Утро России» каждые полчаса, ранее — ведущая новостей экономики в рамках программы «Вести».
31. Денис Полунчуков (2018—2021, «Неделя в городе»), ранее, также и сейчас — ведущий программы «Вести».
32. Андрей Шевцов (с 2019 года — «Неделя в городе»), также ведёт утренние выпуски в рамках программы «Утро России» каждые полчаса и «Вести» для восточных регионов РФ и версии телеканала «РТР-Планета» для США на неполном расписании.
33. Евгений Рожков (2022, «Неделя в городе»), ранее, также и сейчас — ведущий программы «Вести».